# Yoshida Shigeru

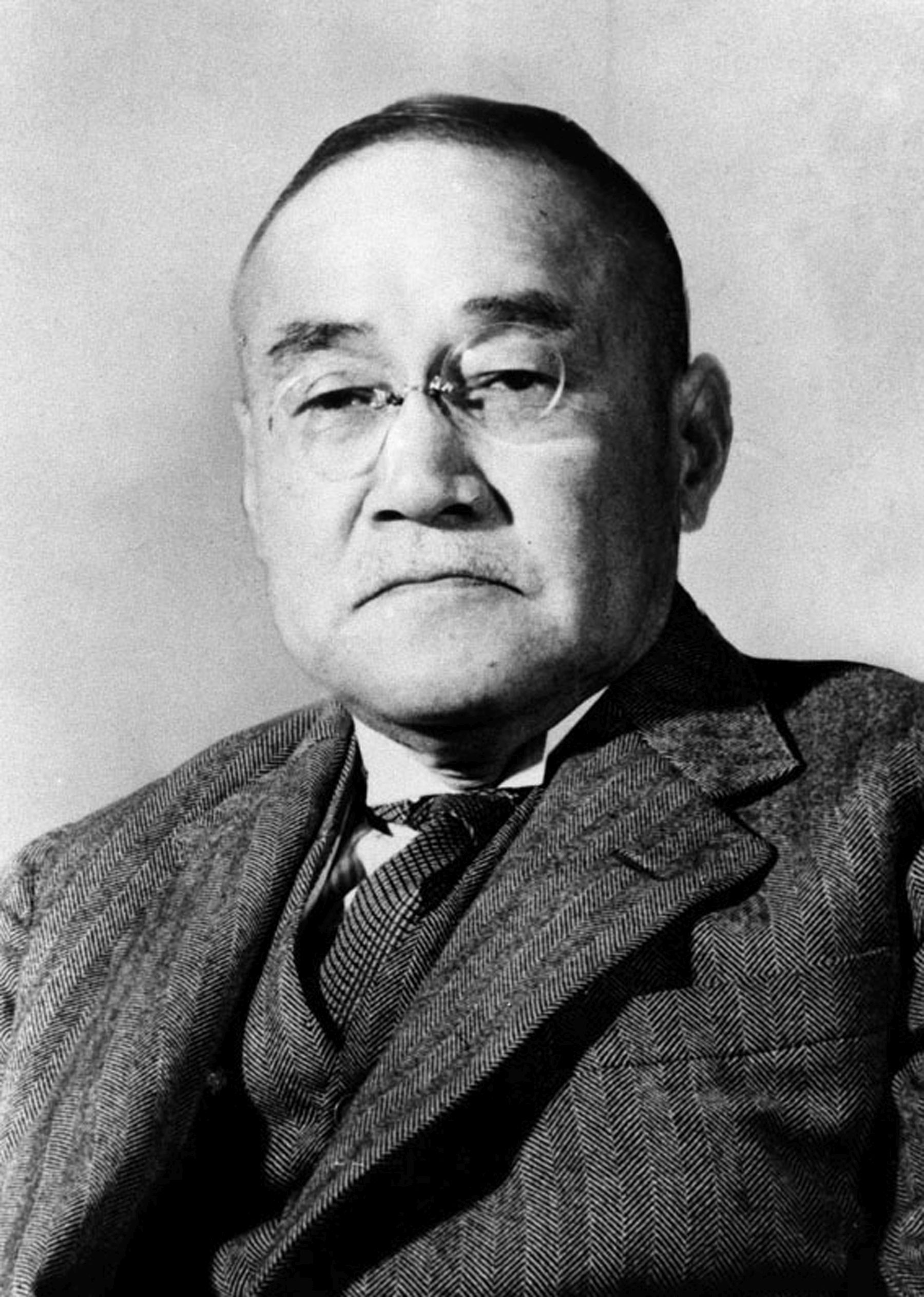
Yoshida Shigeru

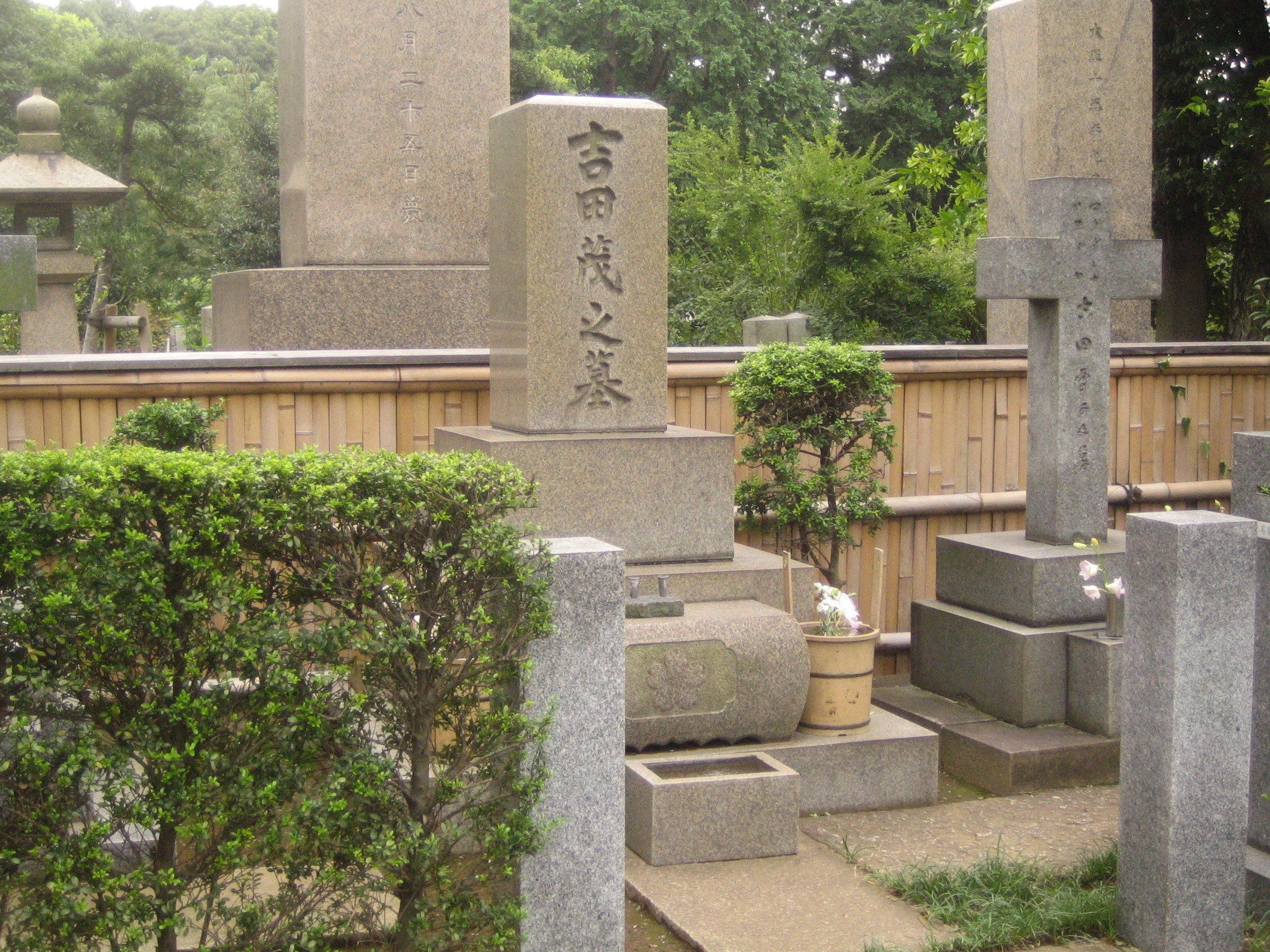
Yoshida Shigerus Grab in Tokio auf dem Friedhof Aoyama

Yoshida Shigeru (japanisch 吉田 茂; * 22. September 1878 (Meiji 11) in Kanda, Tōkyō (heute Chiyoda); † 20. Oktober 1967 (Shōwa 42)) war japanischer Premierminister von 1946 bis 1947 und nochmals von 1948 bis 1954.

## Leben
In Tokio geboren, studierte er an der Kaiserlichen Universität Tokio, wurde anschließend Beamter im Außenministerium und in den 1930er Jahren Botschafter Japans in Italien und Großbritannien. Nach mehrmonatiger Haft 1945 wurde er einer der wichtigsten japanischen Nachkriegspolitiker. 1945 wurde er in den Kabinetten Higashikuni und Shidehara zum Außenminister und später auch zum Mitglied des Herrenhauses ernannt. Als Hatoyama Ichirō, Vorsitzender der Liberalen Partei, nach der Unterhauswahl 1946 von den alliierten Besatzungsbehörden disqualifiziert wurde, übernahm Yoshida den Parteivorsitz und wurde am 22. Mai 1946 der 45. Ministerpräsident. Seine pro-amerikanischen und pro-britischen Ideale und seine Kenntnis der westlichen Gesellschaften, die er durch seine Ausbildung und politische Arbeit erworben hatte, machten ihn in den Augen der alliierten Besatzungsmächte zum perfekten Kandidaten. Nach der Unterhauswahl 1947, aus der die Sozialistische Partei Japans knapp stärker als die Liberale Partei hervorging, bei der Yoshida selbst aber in der Präfektur Kōchi erstmals einen Sitz gewann, trat er zur ersten Ministerpräsidentenwahl nicht mehr an und wurde von Katayama Tetsu am 24. Mai 1947 abgelöst. Bereits am 15. Oktober 1948 kehrte er jedoch als 48. Ministerpräsident zurück, nachdem die Regierungskoalition aus Sozialisten und Demokraten sich über innere Konflikte und schließlich den Shōwa-Denkō-Korruptionsskandal rasch aufgerieben hatte. Er behauptete sich in den drei folgenden Wahlen (Ernennungsdaten als Ministerpräsident 49.: 16. Februar 1949; 50.: 30. Oktober 1952; 51.: 21. Mai 1953). Am 10. Dezember 1954 verlor er schließlich sein Amt an Hatoyama Ichirō, der inzwischen in die Politik zurückgekehrt war und mit seiner Demokratischen Partei Japans Yoshida durch die Androhung eines Misstrauensvotums zum Rücktritt zwang.
Yoshida Shigeru wurde 1967, im Jahr seines Todes, katholisch getauft, war aber gerüchteweise bereits lange vorher gläubig geworden.

## Außenpolitik
Yoshidas Außenpolitik gipfelte in der „Yoshida-Doktrin“, die den wirtschaftlichen Wiederaufbau Japans auf Kosten der Unabhängigkeit in der Außenpolitik betonte. Unter Yoshidas Regierung begann Japan mit der Erneuerung der verlorenen industriellen Infrastruktur und verließ sich in Verteidigungsfragen weitgehend auf die USA. Viele seiner Ideen bestimmen noch heute die Politik und Wirtschaft Japans.

### Politische Beziehungen zu China
Nach dem Zweiten Weltkrieg wurde weltweit die Frage gestellt, ob die neu gegründete Volksrepublik China oder die Republik China (Taiwan) als die legitime chinesische Regierung anerkannt werden soll. Japan stand vor einer schweren Entscheidung: Das Yoshida-Kabinett verhielt sich gegenüber der Volksrepublik China trotz ihres kommunistischen Staatssystems relativ sympathisch und wollte freundliche Beziehungen zum Nachbarland aufrechterhalten. Japans politische Haltung jedoch wurde von der amerikanischen Seite, die den antikommunistischen Standpunkt repräsentierte, nicht akzeptiert. Japan beugte sich dem starken Druck der Vereinigten Staaten und musste seine Stellung ändern, um die japanische Souveränität durch den Abschluss des Friedensvertrages von San Francisco zu erreichen. Premierminister Yoshida teilte dem amerikanischen Außenminister John Foster Dulles per Brief die Absicht mit, Taiwan als die „einzige chinesische Regierung“ anzuerkennen. Die sogenannte Yoshida-Doktrin bestimmte letztlich das Schicksal japanisch-chinesischer Beziehungen für die nächsten zwanzig Jahre.

## Familie
Yoshidas leiblicher Vater war der Abgeordnete Takeuchi Tsuna, sein Adoptivvater der Unternehmer Yoshida Kenzō. Yoshidas Schwiegervater war Außenminister Vizegraf Makino Nobuaki. Yoshidas leiblicher Bruder war der Rikken-Seiyūkai-Abgeordnete Takeuchi Meitarō.
Yoshidas ältester Sohn Ken’ichi war Anglist und Literaturkritiker. Yoshidas Enkel Asō Tarō war Außenminister im 3. Kabinett Koizumi, vom September 2008 bis September 2009 Premierminister Japans und seit dem 26. Dezember 2012 Vizepremierminister und Finanzminister im 2. Kabinett Shinzō Abe.